# Josep Olesti Trilles
Josep Olesti Trilles (Reus, 1905 - 1997) va ser un empresari i escriptor català.

## Biografia
Fill de Carles Olesti i de Francesca Trilles, tots dos de l'Aleixar i desplaçats a Reus immediatament després del seu casament, va escolaritzar-se als 6 anys al Centre Catòlic i va fer batxillerat als "Padres", els Germans de la Sagrada Família, un conegut centre d'ensenyament religiós a Reus destruït el 1936. El 1918 va entrar a treballar a Cal Gili, una empresa de begudes, de la qual amb els anys n'arribà a ser gerent, mentre perfeccionava estudis de cultura general i de comptabilitat a diverses acadèmies. L'entrada al món laboral coincideix amb l'inici de la seva sensibilització política i nacionalista. Militant, seguint la tradició familiar, del Foment Nacionalista Republicà, organització que el 1931 es va integrar a Esquerra Republicana de Catalunya, va ser tresorer d'aquesta entitat el 1932 i membre del comitè polític de les joventuts locals. Va ser també un actiu sardanista i excursionista. El 1933 va entrar a la junta del Sindicat d'Iniciatives, una entitat local de promoció de la ciutat, i el 1934 i 1935 era president de la Secció Excursionista del Centre de Lectura. Va col·laborar activament al periòdic Foment i va formar part des de molt jove, de la "Colla del Nap", un grup d'estudiants inquiets per la cultura i d'idees progressistes, format al recer del Centre de Lectura. La colla, que es reunia en bars i cafès reusencs, als inicis de la República, es va constituir en Agrupació Cultural, quan va redactar uns estatuts. Va ser un dels principals col·laboradors del Butlletí d'assaigs de l'Agrupació Cultural que editava el grup, primer mecanografiat i tirat a ciclostil, i després imprès i quan aquest grup, cap al 1933 es van fusionar amb la "Penya Nyic-Nyic" per a constituir l'Associació Cultural va seguir col·laborant en el butlletí de la nova entitat, Estudis, que publicava tota mena de temes, culturals, científics, polítics, socials i recreatius. El 1936 van cridar la seva lleva per a la guerra, i va participar en accions a les serres de Pàndols i de Cavalls, durant la batalla de l'Ebre. Després de la guerra es va allunyar de tota activitat política i es va dedicar a la seva professió. En la postguerra, va ser membre del consell i president de la Mútua Reddis fundada per Joan Cachot, membre de la Junta de Museus de Reus i de la Cambra de Comerç i Indústria. Col·laborà al Setmanari Reus amb apunts i notes anecdòtiques de personatges i carrers de Reus. Va publicar una Història del monument al general Prim en col·laboració amb Domènec Solé, un opuscle titulat La imatgeria religiosa als carrers de Reus i va deixar inèdites unes cròniques amb força càrrega sentimental sobre el carrer del Carme de Reus.

## El Diccionari biogràfic de reusencs
Però la seva obra més important és, segons l'historiador reusenc Pere Anguera, el Diccionari biogràfic de reusencs, editat per l'Ajuntament de Reus en dos volums el 1991 i 1992. Coincidint amb l'inici de la transició es va jubilar i es va oferir com a auxiliar a l'Arxiu Municipal, que aleshores estava sota la direcció de Salvador Vilaseca, i va convertir l'hemeroteca municipal en el seu lloc de treball preferit. Va fer un buidatge sistemàtic de tota la premsa guardada cercant notes biogràfiques de personatges locals, mentre ordenava i organitzava els fons hemerotecari, comprovant i anotant les llacunes de cada sèrie. Aquest treball acumulatiu va ser completat amb la recerca als registres de les dates de naixement i mort, els noms i els oficis dels progenitors i del domicili familiar. En cas de personatges vius o de família coneguda, Olesti va afegir les notícies obtingudes de forma oral o epistolar. A més, Olesti va consultar també un ampli ventall d'obres generals i els escassos i poc exhaustius diccionaris biogràfics d'àmbit restringit, i repertoris diversos, com ara el Manual del librero hispano-americano d'Antoni Palau i Dulcet. Aquest diccionari, segons Anguera, té un triple interès: per la quantitat de noms recollits, per la riquesa de la informació i per la diversitat d'actuacions dels biografiats. Recull més de 1.300 biografies d'una gran diversitat de personatges, des del segle ix al segle xx. El llibre de Josep Olesti conté les dades per a reconstruir una societat plural, dinàmica i oberta. Hi ha eclesiàstics "en la justa mesura" diu Pere Anguera, militars, i professionals de diversa mena, industrials i oficinistes, empresaris, polítics, treballadors manuals i literats, gent de les més diverses ideologies i de tots els estaments i classes socials.